# Джеймс Хей, 1-й граф Карлайл
Джеймс Хей (англ. James Hay; бл. 1580–1636) — державний діяч, дипломат унійного королівства Англії та Шотландії. Активно сприяв колонізації островів Карибського басейну.

## Життєпис
Походив з шотландського шляхетського роду. Син Джеймса Хея з Фінгаска та Маргарити Мюррей. Народився близько 1580 року. Здобув гарну освіту. Замолоду опинився при дворі короля Якова VI, з яким у 1603 році прибув до Англії, де той став королем Англії також. Призначається камергером королівської спальні. У 1604 році він був відправлений як посланець до Генріха IV, короля Франції. тут встановив контакти з лідерами гугенотів, що не сподобалося останньому. 21 червня 1606 року стає бароном, але без місця чи голосу в парламенті.
Король надав йому численні гранти, виплатив борги і забезпечив йому багату наречену в особі єдиної дочки і спадкоємця Едуарда Денні, 1-го графа Норвіча. Шлюб було укладено 6 січня 1607 року. 9 лютого 1608 року він виступив у масці «Відтінок і крик після Купідона» у палаці Уайтхолл як знак зодіаку, щоб відсвяткувати весілля Джона Рамзі, віконта Геддінгтона.
У 1610 році він отримав орден Бані. 1612 року призначається директором Вірджинської компанії, що керувала колонією в Північній Америці. У 1613 році отримує посаду голови королівського гардероба. У 1614 році помирає його дружина. 1615 року отримав статус лорда Солей, ставши членом Палати лордів.
1616 року знову очолив посольство до Франції, де обговорював шлюб Карла, принца Уельського, з принцесою Христиною. Перемовини виявилися не зовсім вдалими. Незважаючи на це після повернення він став членом Таємної ради. У лютому 1617 року він подарував французькому послу барону де Туру в його будинку в Лондоні маску Бена Джонсона «Закохані створили чоловіків». Того ж року пошлюбив представницю впливового роду Персі.
1618 року за велику компенсацію відмовився від посади голови королівського гардеробу. Невдовзі отримав титул віконта Донкастера. У лютому 1619 року на початку Тридцятирічної війни рушив до Німеччини. Звідти закликав короля допомогти військом та грошима Фрідріху Пфальцькому, що став тоді королем Богемії.
1620 року увійшов до Ради Нової Англії, отримавши також від короля в плантації в колонії Нова Англія. У 1621 і 1622 роках очолював посольство до французького короля Людовика XIII з метою забезпечення прав гугенотів, втім марно. У вересні 1622 року отримав титул графа Карлайла.
1623 року разом з Джорджем Горінгом вів перемовини щодо шлюбу між Генрієттою Марією Бурбон та принцем Карлом Вельським, що завершилося успіхом. 1624 року став кавалером Ордену Підв'язку. 1625 року виступав свідком на їх весілля за довіреністю. Зі сходженням на трон Карла I призначається його камергером спальні.
Водночас вступив в суперництвом з Джеймсом Леєм, графом Мальборо, щодо отримання патенту на острови Карибського басейну, які вже зайняли англійські колоністи. 2 липня 1627 року Хею було надано у власність острови Сен-Кристофер, Гренада, Сент-Вінсент, Сент-Люсія, Барбадос, Домініка, Марі-Галант, Гваделупа, Монсеррат, Барбуда, Сінт-Естатіус, Ангілья. Це володіння отримала назву Острови Провінції Карлайла. Втім свій інтерес виявив торговець Вільям Куртен, власник компанії «Куртен і брати», який відправив корабелі з командою, що захопили Барбадос. Для збереження цього острова за собою Куртен вступив в союз з Філіпом Гербертом, графом Монгомері, який домігся патенту за володіння під назвою Острови Провінції Монгомері, куди увійшли Бардадос, Тобаго і Тринідад. Хей почав запеклу боротьбу, домігшись патенту від 7 квітня 1628 року, яким окремо передавався Барбадос в його власність. За цим відправив 2 судна, які взяли під контроль острів. Тут сприяв зростанню плантацій та работоргівлі.
1628 року з початком війни з Францією рушив до Лотарингії та Савойського герцогства, де вів перемовини про спільні дії. Водночас слав листи королю з пропозицією укласти союз з Іспанією. По поверненню поступово відійшов від державних справ, оскільки його порадами стали нехтувати.
Останні роки мешкав в своїх маєтностях. Протягом 1630—1635 років втратив острови Гваделупу, Домініку, Гренаду та Сент-Кристофер, які захопили французи. Помер 1636 року. Його борги на момент становили понад 80 тис. фунтів стерлінгів.

## Родина
1. Дружина — Гонорія, донька Едуарда Денні, 1-го графа Норвіча
Діти:
- Джеймс (1612—1660), 2-й граф Карлайл

2. Дружина — Люсі, донька Генрі Персі, графа Нортумберленда
дітей не було